# INSEAD
INSEAD (/ɪnsiːæd/), "Institut Européen d'Administration des Affaires"의 약자 (lit. '유럽 경영 관리 연구소'))로, 프랑스(유럽 캠퍼스), 싱가포르(아시아 캠퍼스), 아랍에미리트(중동 캠퍼스)에 캠퍼스를 운영하는 비영리 대학원 경영대학원이다. INSEAD는 소르본 대학교와 연계되어 있으며, 왓튼 스쿨과 전략적 제휴를 맺고 있다.
INSEAD의 MBA 프로그램은 하버드, 스탠퍼드 및 펜실베이니아 대학교의 왓튼 스쿨의 프로그램과 글로벌 경쟁을 한다. 학교는 국제성에 대한 강조, 세계화와 지속 가능성에 대한 옹호, 강력한 기업가 정신 문화, 그리고 기업과 정치 분야에서의 성공적인 동문들로 차별화된다.

## 역사

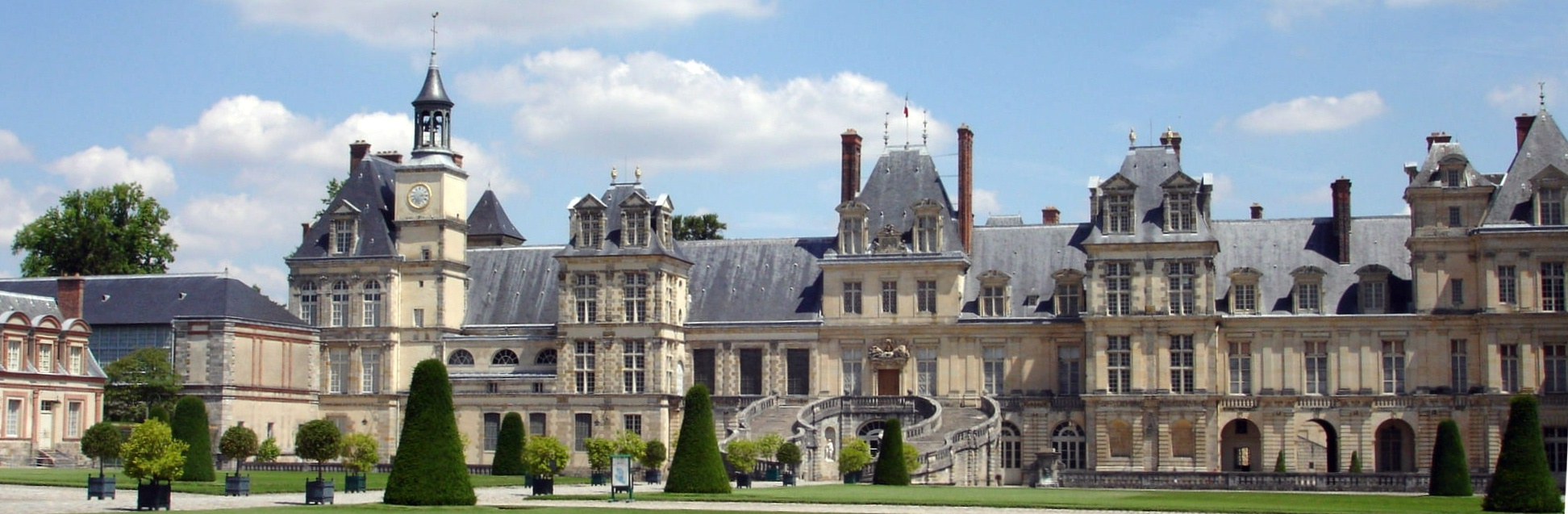
샤토 드 퐁텐블로

조르주 도리오는 1899년 프랑스 파리에서 태어난 프랑스계 미국인 벤처 자본가이자 하버드 비즈니스 스쿨의 교수였다. 종종 "벤처 캐피털의 아버지"로 불리는 그는 1946년 최초의 공개 소유 벤처 캐피털 회사 중 하나인 American Research and Development Corporation(ARDC)을 설립했다. 도리오의 경력은 또한 제2차 세계 대전 동안 미군에서 군사 기획 부서를 이끌며 장군으로 복무한 경험에 의해 형성되었다. 전쟁 경험은 그가 유럽의 재건에 기여하려는 결심을 강화시켰다.
전쟁 후, 도리오는 이전에 적대적이었던 국가를 포함한 다양한 국가의 리더들을 통합하여 경제를 재건하고 지속적인 평화를 촉진하는 비즈니스 스쿨을 구상했다. 이를 위해 그는 학교의 국적 제한을 두고, 교육 언어를 프랑스어, 영어 또는 독일어로 교차 사용하여 문화 간 협력을 보장하는 비전을 제시했다. 학교는 현재도 국적 제한을 유지하고 있으며, 현재 12%로 제한하고 있다. 그러나 오늘날 모든 수업은 영어로 진행되며, 학생들은 졸업을 위해 3개 국어에 능숙해야 한다.
1955년, 도리오는 이 아이디어를 파리 상공회의소에 제시했으며, 회장인 장 마르쿠와 필립 데니스는 벤처에 자금을 지원했을 뿐만 아니라 학교의 초대 회장이 되었다. 도리오의 비전은 유럽의 재건에서 INSEAD의 역할을 지지한 미국 대통령 드와이트 D. 아이젠하워를 포함하여 국제적인 지지를 받았다.
도리오는 하버드의 전 제자였던 클로드 얀센과 올리비에 지스카르 데스탱을 공동 설립자로 선택했다. 얀센은 유럽 비즈니스계에 폭넓은 인맥을 가지고 금융 분야에서 경험이 있었고, 지스카르 데스탱은 미래의 프랑스 대통령 발레리 지스카르 데스탱의 동생으로서 정치적 네트워크를 활용하여 프랑스와 해외의 영향력 있는 인사들로부터 지지를 확보했다.
INSEAD는 1957년에 설립되어 초기에는 샤토 드 퐁텐블로에서 운영되었으며, 1967년에 현재의 유럽 캠퍼스로 이전했다. 첫 번째 MBA 클래스는 1959년 9월 12일에 57명의 학생들과 함께 시작되었다.
INSEAD는 싱가포르에 아시아 캠퍼스를 설립하여 글로벌 확장을 이루었으며, 이는 2000년에 총리 리콴유에 의해 공식적으로 개관되었다. 이를 통해 학교는 공식 브랜드인 "INSEAD"와 슬로건 "세계를 위한 비즈니스 스쿨"을 채택하여 원래의 이름인 유럽 경영대학원을 대체하고 보다 글로벌한 임무를 표명했다.
2012년, INSEAD는 소르본 대학교 연합의 창립 멤버가 되어 전문 기관들과의 합병을 통해 다학제적인 대학을 설립하는 방향으로 나아갔다. 2024년, INSEAD는 케임브리지 저지 비즈니스 스쿨, HEC 파리, IE 비즈니스 스쿨, IESE 비즈니스 스쿨, IMD, 런던 비즈니스 스쿨, 그리고 옥스퍼드 대학교의 사이드 비즈니스 스쿨과 협력하여 통합된 교육과 연구를 통해 글로벌 기후 문제에 대응하기 위한 기후 리더십을 위한 비즈니스 스쿨(BS4CL) 이니셔티브를 시작했다.

## 평판 및 순위
QS 세계 대학 순위는 2018년 이후 하버드 대학교에 이어 INSEAD를 비즈니스 및 경영 분야에서 전 세계 2위로 순위를 매겼다. 2018년 이전에는 INSEAD가 전 세계 3위에 랭크되어 있었다. 이 순위는 학문적 명성, 연구 인용 및 경영학 학위의 취업 가능성을 고려하여 평가된다.

### MBA 및 EMBA 프로그램
INSEAD의 MBA 프로그램은 하버드 경영대학원에 이어 두 번째로 많은 포춘 500 CEO를 배출했다. 또한 INSEAD는 전 세계적으로 초고액 자산가를 배출하는 20대 대학 중 하나이다. 또한 글로벌 MBA 프로그램 중 억만장자 동문 배출 상위 10위에 포함된다.
창업 분야에서 INSEAD는 졸업생 중 약 절반이 경력 중 어느 시점에서 회사를 설립한다고 추정한다. 피치북의 2023년 분석에 따르면, INSEAD는 자본 유치, 창업자 수 및 회사 수 측면에서 전 세계 4위로, 하버드, 스탠포드, 그리고 와튼에 이어 평가되었다. 2023년 현재 약 800명의 동문이 700개 이상의 회사를 설립했으며, 이들 회사는 총 230억 달러를 조달했다. 하버드 대학교, 스탠포드 대학교, 그리고 INSEAD는 전 세계 MBA 학생들이 가장 많은 자금을 조달한 스타트업을 설립한 상위 세 개의 대학이다. 유럽에서는 2022년 기준 INSEAD가 학위 과정별 유니콘 배출 상위 대학으로, 졸업생들이 18개의 유니콘을 설립했다. 사우디아라비아에서는 INSEAD가 학위 과정별로 가장 많은 자금을 유치한 창업자의 모교 중 스탠포드 대학교에 이어 2위를 차지했다.
2023년 Poets & Quants는 INSEAD를 '올해의 MBA 프로그램'으로 선정했으며, 지속 가능성에 대한 헌신을 특히 높이 평가했다. Poets & Quants에 따르면, "지구상 어떤 경영대학도 지속 가능성을 프로그램에 통합하는 데 있어 INSEAD만큼 많은 노력을 기울이지 않았다." INSEAD는 다양한 학문 분야에 걸쳐 지속 가능성을 커리큘럼에 통합하여 학생들이 환경 및 사회적 영향을 다룰 수 있도록 준비하고 있다.
LinkedIn의 2024년 글로벌 MBA 순위는 LinkedIn의 커리어 빅데이터를 활용한 최초의 글로벌 MBA 순위로, INSEAD의 MBA를 스탠포드 대학교에 이어 2위, 하버드 대학교를 앞선 3위로 평가했다. LinkedIn에 따르면, INSEAD 졸업생들의 주요 직책으로는 제품 관리자, 전략 컨설턴트, 창업자 등이 있다.
|                               | 2016 | 2017 | 2018 | 2019 | 2020 | 2021 | 2022 | 2023 | 2024 |
| ----------------------------- | ---- | ---- | ---- | ---- | ---- | ---- | ---- | ---- | ---- |
| Global MBAs Ranking           | 1st  | 1st  | 2nd  | 3rd  | 4th  | 1st  | 3rd  | 2nd  | 2nd  |
| Tsinghua—INSEAD EMBA (TIEMBA) | 2nd  | 3rd  | 3rd  | 9th  | 5th  | 11th | 3rd  |      |      |
| INSEAD Global EMBA (GEMBA)    | 4th  | 8th  | 13th | 19th | 9th  | 15th | 17th |      |      |
| European Business Schools     | 3rd  | 5th  | 3rd  | 5th  | 3rd  | 3rd  | 15th |      |      |

INSEAD의 MBA 프로그램은 2021년, 2017년, 2016년 Financial Times 글로벌 MBA 순위에서 1위를 차지했다. 칭화대학교와의 공동 학위 Executive MBA 프로그램은 Financial Times에 의해 지속적으로 상위 10위 안에 랭크되었다.

### 경영학 석사 (MIM)
INSEAD의 경영학 석사 (MIM) 프로그램은 2024년 Financial Times의 석사 경영학 프로그램 순위에서 전 세계 2위를 차지했다. 이 순위는 2020년에 시작된 비교적 젊은 MIM 프로그램임에도 불구하고 INSEAD에게 중요한 성과로 평가된다.

## 저명한 동문

### 억만장자
- 앙드레 호프만 (사업가) – 스위스 억만장자 기업가, 로슈 홀딩 부회장.[34]
- 그레고아르 드 스폴베르크 – 벨기에 억만장자, 세계 최대 맥주 회사 AB 인베브의 이사.[35]
- 볼프강 마르게레 – 독일 억만장자 기업가, 옥타파마 회장, 인간 단백질 제품 전문 기업.[36]
- 핀 라우싱 – 스웨덴 억만장자 기업가, 테트라 라발 공동 소유자.[37]
- 앙투안 아르노, 루이비통 커뮤니케이션 이사[38]
- 레인홀드 가이거 – 오스트리아 억만장자, 록시땅 프로방스 회장.[39]
- 페르난도 소벨 데 아얄라 – 필리핀 최대 재벌 아얄라 그룹의 회장 겸 CEO.[40]
- 폴 데스마레 3세 – 억만장자 데스마레 가문의 일원, 사가드 홀딩스 부회장 겸 CEO.[41]
- 루돌프 마그 – 스위스 억만장자, 설저 메디카의 전 CEO, 현재 의료기술 기업가.[42]
- 타베트 힌리쿠스 – 에스토니아 기업가, 트랜스퍼와이즈 (현재 Wise)의 공동 창립자 겸 CEO.[43]
- 오렌 지브 (MBA 1994), 이스라엘-미국계 억만장자 벤처 캐피탈리스트[44]
- 세르히오 포겔 (MBA 1994), 우루과이 억만장자, 유니콘 디로컬 공동 창립자[45]
- 베르나르 브로어만 (MBA), 아스클레피오스 클리닉 설립 억만장자.[46]

### 기업 임원
- 티디안 티암 (MBA 1988), 전 크레디트 스위스 및 푸르덴셜 CEO.
- 린제이 오웬-존스, 로레알 그룹 회장[38]
- 멜라니 크라이스, 독일 기업인[47] · [48]
- 제시카 울 – 로열 더치 쉘의 전 최고재무책임자.[49]
- 필립 쇼스 – 모엣 헤네시의 CEO, LVMH의 와인 및 주류 부문.[50]
- Jean-Loïc Galle (MBA 1991), 탈레스 그룹 최고 운영 책임자(Chief Operating Officer) 겸 최고 제품 책임자(Chief Performance Officer), 전 탈레스 알레니아 스페이스 CEO[51]
- Philippe Harache (MBA), 전 유로콥터/ 에어버스 헬리콥터 부CEO, 세계 최대 헬리콥터 제조사.
- Dominik Asam (MBA), SAP CFO, 전 에어버스 CFO[52]
- Eva Berneke (MBA 1995), 유텔샛 CEO[53]
- 닐스 B. 크리스티안센 – 레고 그룹 CEO.[54]
- 노엘 타타 – 트렌트 Ltd 회장, 타타 그룹의 자회사이자 타타 인터내셔널 CEO.[55]
- 마크 리드 – 세계 최대 광고회사 WPP plc CEO.[56]
- 네덜란드 콘스탄테인 왕자 – TechLeap.nl의 특별 대사, 네덜란드 스타트업 및 스케일업 지원.[57]

### 국가 원수 및 정치인
- 복커 후크스트라 (MBA 2005) – 유럽 기후 행동을 위한 유럽 연합 집행위원회 위원, 유럽 기후 정책, 국제 기후 협상 및 유럽 기후 법률 담당.[58]
- 요한 슈나이더-아만 (MBA 1977) – 스위스 전 대통령 (2016-2018), 전 경제, 교육 및 연구부 장관.[59]
- 유숩 칼라 (MBA 1977) – 전 인도네시아 부통령 (2004-2009, 2014-2019).[60]
- 윌리엄 헤이그 (MBA 1989) – 전 영국 외무장관, 하원의장 및 보수당 대표.[61]
- 빌 모노 (MBA 1990) – 전 캐나다 재무장관.[62]
- 나집 미카티 (MBA 2010) – 레바논 총리.[63]

### 학자
- 줄리 바틸라나 (MSc 2004, PhD 2006) – 하버드 경영대학원 Joseph C. Wilson 교수, 하버드 케네디 스쿨 Alan L. Gleitsman 사회혁신 교수.[64]
- 이안 골딘, AMP – 옥스퍼드 마틴 스쿨 교수 겸 창립 이사, 옥스퍼드 대학교.
- 윌 허튼, MBA – 전 학장, 헤트퍼드 칼리지, 옥스퍼드
- 요한나 마이어, PhD – 헤르티 공공정책대학원 조직, 전략 및 리더십 교수, 스탠퍼드 대학교 글로벌 혁신 연구소 공동 이사.[65]
- 뤽 와티유, PhD – 조지타운 대학교 맥도너 경영대학원 마케팅 교수, 2013년부터 2017년까지 부학장.[66]
- 졸트 카토나, PhD – UC 버클리 마케팅 교수.[67]
- 하이양 양, PhD – 존스홉킨스 대학교 케리 경영대학원 부교수.[68]
- 뤼도빅 팔리푸 (PhD 2004) – 옥스퍼드 대학교 금융 경제학 교수.[69]
- 스틸리아노스 (스텔리오스) 카바디아스, PhD – 케임브리지 저지 경영대학원 마거릿 대처 교수, 혁신 및 성장 기업가정신 연구센터 공동 이사.[70]

#### 기타
- 아르노 몽테부르 (IEP) – 프랑스 전 경제부 장관.
- 헬렌 플루아[71] (IEP) 전 장관 고문, 기업 이사 및 Pechel Industrie Partenaires CEO.[72]
- 나탈리아 보디아노바 (IEP) – 러시아 모델 및 배우.[73]

## 같이 보기
- 블루오션전략